# Batalla de Mauropótamo
La batalla de Mauropótamo (en griego:Μάχη τοῦ Μαυροποτάμου) se libró en el 844 entre el ejército del Imperio bizantino y el del Califato abasí como parte de las guerras árabo-bizantinas, en un lugar llamado Mauropótamo (situado en Bitinia septentrional o en Capadocia). 
Después de una fallida tentativa de los bizantinos por recuperar el Emirato de Creta el año anterior, los abasíes emprendieron una incursión en Asia Menor. El regente bizantino, Teoctisto, partió al frente del ejército que marchó para detener la invasión, pero fue completamente derrotado y muchos de sus oficiales desertaron a los árabes. No obstante, conflictos internos impidieron a los abasíes aprovechar la victoria obtenida y se firmó una tregua que incluía un intercambio de prisioneros en el 845; la paz entre los dos Estados duró seis años, periodo en el cual ambos bandos centraron su atención en otros problemas.

## Circunstancias
Tras el restablecimiento de la veneración de los iconos en marzo del 843, el Gobierno bizantino, encabezado por la emperatriz regente Teodora y por el logoteta del dromo Teoctisto, inició una decidida campaña contra su principal adversario político e ideológico, el Califato abasí y sus estados dependientes. Tanto la estabilidad interna lograda con el fin de la controversia iconoclasta como el deseo de justificar la nueva política religiosa mediante victorias militares contra los musulmanes favorecieron esta actitud belicosa de los bizantinos.
La primera campaña fue la del intento de reconquistar el Emirato de Creta, que dirigió el propio Teoctisto, y que comenzó con éxito, pero terminó en desastre. Después de conseguir una victoria contra los árabes en Creta, a Teoctisto le llegaron rumores de que Teodora pretendía nombrar un nuevo emperador, posiblemente a su hermano, Bardas. Teoctisto se precipitó a acudir a Constantinopla, donde descubrió que el rumor era falso; en su ausencia, los árabes desbarataron al ejército bizantino destinado en Creta.

## Batalla

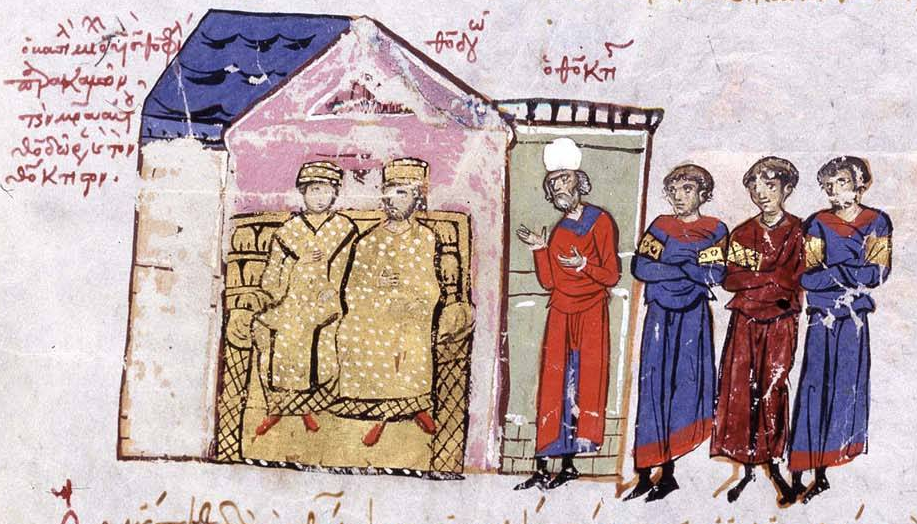
Miniatura que representa al emperador Miguel III (842-867), a Teodora y a Teoctisto.

En el 844, según las fuentes bizantinas, Teoctisto supo de una invasión árabe del Asia Menor bizantina que tenía al frente a un tal Amir, probablemente el emir de Melitene, Umar al-Aqta, que gozaba de cierta autonomía respecto del califa. Las fuentes árabes no mencionan explícitamente esta campaña, pero el académico ruso Alexander Vasiliev la identificó como una citada en los poemas de Abu Tammam y Buhturi, que dirigió el general Abu Said y que se realizó durante la regencia de Teodora. La participación de al-Aqta es probable, pues ayudaba frecuentemente a los abasíes en sus incursiones contra los bizantinos.
Según los relatos árabes, las tropas acaudilladas por Abu Said estaban compuestas por hombres de los emiratos fronterizos de Qaliqala (Erzurum) y Tarso. Las fuerzas árabes se reunieron en Ardandun (posiblemente el fuerte de Rodando) antes de iniciar el ataque contra los themas Capadocio, Anatólico, de los Bucelarios y Opsiciano. Las tropas de Said saquearon Dorilea y llegaron hasta los márgenes del Bósforo.
Teoctisto mandó el ejército bizantino contra los invasores, pero fue completamente derrotado en Mauropótamo (el «río Negro»). La localización exacta de este río, si es que era un río en realidad y no únicamente un topónimo, es incierta; era probablemente un afluente del Sangario en Bitinia o del Halis en Capadocia. Los bizantinos no solo sufrieron grandes pérdidas, sino que muchos de sus oficiales de alta graduación se pasaron a los árabes. Teoctisto regresó a Constantinopla, donde culpó a Bardas de las derrotas recientes y lo proscribió de la capital.

## Resultado
Los abasíes fueron incapaces de aprovechar este triunfo a causa de la inestabilidad interna del califato. De la misma forma, los bizantinos prefirieron concentrar sus fuerzas contra los aglabíes, que estaban intentando conquistar Sicilia. Así, los bizantinos enviaron una embajada a Bagdad en el 845, donde se la recibió calurosamente. Los abasíes enviaron a su vez una propia a Constantinopla, y en la capital bizantina los dos Estados acordaron una tregua y un cambio de prisioneros, que se realizó a orillas del río Luzcamos el 16 de septiembre del 845. Una incursión invernal realizada posteriormente por el gobernador árabe de Tarso resultó un desastre y la frontera árabe-bizantina quedó en paz seis años.